# Президент Сінгапуру
Президент Республіки Сінгапур — голова держави Сінгапур. Президент Сінгапуру обирається депутатами парламенту Сінгапуру і має лише представницькі повноваження. Виконавча влада належить прем'єр-міністру Сінгапуру. Посада запроваджена в 1965 р. з утворенням незалежної Республіки Сінгапур, яка вийшла зі складу Малайської Федерації.

## Перелік президентів Сінгапуру
- 1965—1970 — Юсуф бен Ісхак
- 1970—1971 — Є Гім Сенг
- 1971—1981 — Бенджамін Генрі Шіерс
- 1981—1985 — Ченгара Ветіл Деван Наїр
- 1985—1993 — Ві Кім Ві
- 1993—1999 — Онг Тенг Чеонг
- 1999—2011 — Селлапан Рама Натан
- 2011—2017 — Тоні Тан Кен Ям
- 1 — 14 вересня 2017 — Джозеф Піллей (в.о.)
- 14 вересня 2017 — 13 вересня 2023 — Галіма Якоб
- 14 вересня 2023 — до тепер — Тарман Шанмугаратнам